# プランダー・シンホ
- プランダー・シンハ

プランダー・シンホ  (Purandar Singha, アッサム語: পুৰন্দৰ সিংহ)は、アーホーム王国第41代最後の王(1818年-1819年, 1833年-1838年)。彼は王として二度混雑された。